# Погруддя Володимира Гнатюка (Тернопіль)
Погруддя Володимира Гнатюка — пам'ятник українському вченому Володимирові Гнатюку в місті Тернополі (Україна). Пам'ятка монументального мистецтва місцевого значення, охоронний номер № 1690.

## Опис
Пам'ятник розташований перед головним корпусом Тернопільського національного педагогічного університету, який носить ім'я видатного етнографа.
Скульптор — Володимир Мельник. Погруддя виготовлене з бронзи.
На постаменті викарбуваний напис: «ВОЛОДИМИР ГНАТЮК»

## З історії пам'ятника
У радянський період на цьому місці стояв пам'ятник комуністичному активісту Ярославові Галану.
Погруддя встановлене 8 жовтня 1999 року.